# Емануил Сен-При
Емануил Францевич Сен-При (на руски: Эммануил Францевич Сен-При, Гийом Еманюел Гиняр де Сен-При, на френски: Guillaume Emmanuel Guignard de Saint-Priest) е френски и руски граф. Френски офицер. Руски офицер, генерал-лейтенант и генерал-адютант.

## Биография
Емануил Сен-При е роден на 29 април 1776 г. в Цариград в семейството на потомствения френски дворянин, дипломат и държавник граф Франсоа де Сен При. Завършва Хайделбергския университет (1792).
След началото на Френската революция се ориентира се към военното поприще. Постъпва в корпуса на френските емигранти – роялисти на принц Людовик Конде (1792).
Емигрира в Русия и започва военна служба в Руската императорска армия. Произведен е в първо офицерско звание поручик и служи в Артилерийския и инженерен корпус (1793), лейбгвардейския Семьоновски полк (1795). Командир на батальон в лейбгвардейския Егерски полк (1805).
Участва във войната на третата и четвъртата антинаполеоновски коалиции срещу Франция (1805 – 1807). Бие се храбро в битката при Аустерлиц и е награден е с орден „Свети Георги“ IV степен (1805). Назначен е за командир на 6-и егерски полк (1806). Отличава се в битката при Хутщадт и е награден е със златно оръжие „За храброст“ (1807). Назначен е за почетен командир на 6-и егерски полк от 19 ноември 1809 г.
Участва в Руско-турската война (1806 – 1812). За превземането на Базарджик е повишен във военно звание генерал-майор от 14 юни 1810 г. Командир на бригада в състав от Новоингерманландския мускетарски полк и 6-и егерски полк от 11 август 1810 г. Отличава се в битките при Шумен, село Батин и Свищов. Повишен е във военно звание генерал-адютант от 14 септември 1810 г. За битката при Шумен е награден с орден „Свети Георги“ III степен на 23 ноември 1810 г. Командир на отряда, който превзема за втори път Ловеч на 31 януари 1811 г.
Работи в групата за съставяне на правилата за управление на голяма действаща армия.
В отразяването на нападението на Наполеон Бонапарт срещу Русия е началник на щаба на 2-ра Западна армия. Проявява се в битките при Миром, Салтановка, Смоленск и Бородино (1812). При последната е тежко ранен. Повишен е във военно звание генерал-лейтенант от 21 октомври 1812 г.
Във войната на Шестата антинаполеоновска коалиция срещу Франция е командир на 8-и пехотен корпус (1813 – 1814). Отличава се в битките при Глогау, Лютцен, Бауцен, Райхенбах, Лебау, Бишофсверда и Лайпциг (1813), Кобленц и Майнц (1814). При втората битка за Реймс е смъртоносно ранен и умира на 17 март 1814 г. в Лаон, Франция. Награден с орден „Свети Георги“ II степен (посмъртно) на 8 май 1814 г.